# 参宝镇
参宝镇，原为参宝乡，是中华人民共和国四川省泸州市合江县曾经下辖的一个镇。2019年12月，撤销参宝镇，将其所属行政区域划归白沙镇管辖。

## 行政区划
参宝镇撤销前下辖以下地区：
良石坪社区、大石村、会龙村、风岩村、赵村、龙顶山村、先坝村、会基村、胜坛村、森华村、飞鸾村和白岩村。